# エルマー・ギデオン
エルマー・ジョン・ギデオン（Elmer John Gedeon, 1917年4月15日 - 1944年4月20日）は、アメリカ合衆国のプロ野球選手。1939年にワシントン・セネタース（現ミネソタ・ツインズ）の選手としてメジャーリーグに出場した。第二次世界大戦中アメリカ陸軍航空軍に所属し、ヨーロッパ作戦戦域の作戦に参加したがフランスで戦死。第二次世界大戦中に戦死した現役メジャーリーガーは、彼とハリー・オニールの2名のみである。
ミシガン大学在学中は野球の他にアメリカンフットボールと陸上競技をしていた。また、陸上選手としてはアメリカ代表に選ばれており、1938年にはハードル競技で世界記録を出している。大学卒業後の1939年にはワシントン・セネタースに入団。外野手としてマイナーリーグに2年間出場するが、1939年9月にはメジャーリーグ初出場を果たした。
1941年初めに徴兵によってアメリカ陸軍に所属。爆撃機のパイロットとなる。1942年には訓練中の事故に遭うが、その後も任務を続ける。しかし1944年4月、B-26での任務中にフランス上空で撃墜され、戦死した。
1917年4月15日、オハイオ州クリーブランドに生まれる。高校時代から陸上選手として注目を浴びていた。6フィート4インチ（1.93メートル）の高身長を生かして、アメリカンフットボール、野球、陸上競技でそれぞれ好成績を収めた。彼のおじであるジョー・ギデオンもメジャーリーガーである。
ギデオンという姓はヨーロッパのズデーテン地方に多い姓で、ズデーデン地方からの移民が多いクリーブランドでも多く見られる。

## 大学時代
1935年にミシガン大学へ入学したギデオンは、野球、アメリカンフットボール、陸上競技の3つで大学代表選手となった。彼が最も得意としたのは陸上競技であり、ビッグ・テン・カンファレンスの大会で屋外120ヤードハードルと屋内70ヤードハードルの2種目で優勝を果たしている。1938年にシカゴで開催されたビッグ・テン・カンファレンスの大会では、屋内70ヤードハードルでアメリカ屋内タイ記録を出した。翌年にもビッグ・テン・カンファレンスの屋内陸上競技大会に出場し、ミシガン大学の優勝に貢献している。1938年にはNCAAの陸上大会に出場し、120ヤードハードルで全米3位となった。
野球では一塁手のほかに外野手も務めた。

## プロ野球選手として
1939年夏に大学を卒業したギデオンは、翌年開催の予定であった1940年東京オリンピック陸上競技でアメリカ代表選手となれる可能性を捨て、メジャーリーグのワシントン・セネタースと契約した。当時セネタース球団社長だったクラーク・グリフィスは彼を高く評価し、6月15日付のスポーティングニュース紙で「我々はギデオンというミシガン大学出身の若手選手を手に入れた。」と述べた。入団した年にはフロリダ州オーランドの下部チームに所属し、67試合に出場した。さらに同年9月にはセネタースに昇格し、外野手として5試合に出場。9月19日のインディアンス戦では中堅手として3安打を記録し、10対9という接戦で勝利に貢献した。5試合の通算記録は3安打1四死球1打点。
1940年、ギデオンはオーランドで開催されたセネタースの春季キャンプに参加。一塁手として出場機会を窺った。この年は主に2軍のシャーロット・ホーネッツで131試合に出場し、打率2割7分1厘を記録した。9月には再び1軍昇格を果たしたが、ここでは出場機会が得られなかった。

## 第二次世界大戦における従軍と戦死
1941年1月、徴兵によりギデオンは陸軍に所属した。当初はケンタッキー州のトーマス基地に配属されたが、3月18日にリレー基地に転属になった。
10月22日にはパイロット課程への参加が認められ、陸軍航空軍に転属となった。そしてアリゾナ州のウィリアムズ航空基地で訓練を受ける。1942年5月にパイロット資格を取得し少尉となる。その後、フロリダ州タンパのマックディル航空基地で双発爆撃機の操縦訓練を受けたが、普段の業務はデスクワーク中心であった。
同年8月9日、ギデオンが航空士として乗っていたB-25爆撃機がノースカロライナ州ローリーの市営空港から離陸する際に沼地に墜落した。彼は火傷と肋骨3本の骨折という重傷を負いながらも炎上する機体から這い出し、同乗していたジョン・R・ラーラット伍長を救出した。ラーラット伍長はこの事故で背骨と足の骨2本を骨折する重傷を負い、残りの2名は命を失った。ギデオンも皮膚移植が必要なほどの火傷と骨折のため3ヶ月間入院をし、体重が約50ポンド（22.7キログラム）も減少した。その後ラーラット伍長救出の功績によってソルジャーズメダルを受勲し、中尉に昇進した。
海外派兵前最後の休暇においてギデオンは「戦争が終わったら野球界へ戻る。」と話していた。この時の会話について彼の従兄弟が証言し、「最後に彼と会ったとき、彼は『僕は一度事故にあった。もうこれ以上不幸は起こらないだろうから、今後のフライトは大丈夫だろう。』と言った。」と述べた。1943年2月にはAP通信がギデオンを取り上げ、「ギデオンは戦争が長続きしなければ野球に復帰」という見出しを掲げた。
1943年6月、ギデオンはB-26の飛行訓練用に設けられた第394爆撃群第586爆撃飛行大隊の所属となり、オクラホマ州アードモア空軍基地において戦闘訓練を受けた。翌年2月にはこの飛行隊が第9軍所属となりイギリスのボーハム空軍基地へ派遣され、ギデオンはヨーロッパ上空での飛行任務に就いた。5月23日には初任務が与えられ、フランスのボーモン＝ル＝ロジェにある飛行場を爆撃した。
1944年4月20日の午後、ギデオンが操縦するB-26は僚機35機と共にボーハム空軍基地を出発した。彼らには、パ＝ド＝カレー県サントメール近くの村に建設されたV1飛行爆弾発射場を攻撃するという特殊任務が与えられていた。夕暮れ時に飛行隊は高度12,000フィートから爆撃を開始。その最中に強烈な対空砲火を受け、爆撃直後だったギデオン機はコックピット下に被弾した。乗員7名のうち1名のみがパラシュートでの脱出に成功。しかし、ギデオンを含む他の6名は墜落した際に死亡した。ギデオンは当初行方不明として家族に伝えられ、家族がその死とフランスに埋葬されたのを知ったのは翌年5月になってからだった。のちに彼の遺体はアメリカへ返還され、アーリントン国立墓地に埋葬された。
第二次世界大戦時に従軍したメジャーリーガーは500名を超えるが、その中で戦死したのはギデオンの他にハリー・オニールのみであり、2人とも27歳であった。戦後、出身校であるミシガン大学では彼の名を冠した奨学金が設置され、1983年には同大学のスポーツ殿堂に陸上選手、野球選手の2部門で表彰された。

## 勲章
|  |             |  |
|  |             |  |
|  |             |  |
|  | Bronze star |  |

| バッジ | パイロット・バッジ             | パイロット・バッジ             | パイロット・バッジ             | パイロット・バッジ                   | パイロット・バッジ                   | パイロット・バッジ                   | パイロット・バッジ       | パイロット・バッジ       | パイロット・バッジ       | パイロット・バッジ | パイロット・バッジ | パイロット・バッジ |
| 1列目  | ソルジャーズ・メダル           | ソルジャーズ・メダル           | ソルジャーズ・メダル           | ソルジャーズ・メダル                 | ソルジャーズ・メダル                 | ソルジャーズ・メダル                 | ソルジャーズ・メダル     |                          |                          |                    |                    |                    |
| 2列目  | エア・メダル                   | エア・メダル                   | エア・メダル                   | パープル・ハート                     | パープル・ハート                     | パープル・ハート                     | アメリカ防衛従軍記章     | アメリカ防衛従軍記章     | アメリカ防衛従軍記章     |                    |                    |                    |
| 3列目  | アメリカン・キャプテン・メダル | アメリカン・キャプテン・メダル | アメリカン・キャプテン・メダル | ヨーロッパ・アフリカ・中東作戦メダル | ヨーロッパ・アフリカ・中東作戦メダル | ヨーロッパ・アフリカ・中東作戦メダル | 第二次世界大戦戦勝記念章 | 第二次世界大戦戦勝記念章 | 第二次世界大戦戦勝記念章 |                    |                    |                    |